# عبدالرسول عظیمی
عبدالرسول عظیمی (زاده ۱٣٠١ - نامعلوم ) سیاست‌مدار ایرانی بود، که در دوره‌های بیست و دوم و بیست و سوم، مجلس شورای ملی بعنوان نماینده شیراز در مجلس شورای ملی حضور داشت.

## زندگی‌نامه
عبدالرسول عظیمی به سال ١٣٠١ در شیراز متولد شد. عظیمی دارای مدرک دکترای حقوق بود و کارش را با نویسندگی و روزنامه‌نگاری را آغاز کرد. 
به همراه برادرش روزنامه پیام را در شیراز ایجاد کرد و پس از مدتی به تهران آمد و به روزنامه کیهان پیوست و سال‌ها سردبیر این روزنامه بود.
او در انتخابات بیست‏ و دوم و بیست و سوم به عنوان نماینده مردم شیراز در مجلس شورای ملی حضور داشت.